# 2001年世界躰道選手権大会
2001年世界躰道選手権大会（2001ねんせかいたいどうせんしゅけんたいかい）は、2001年8月5日に、日本・沖縄県那覇市の沖縄県立武道館で開催された第3回世界躰道選手権大会である。主催：躰道本院、共催：世界躰道連盟。

## 概要
躰道を創始した、祝嶺正献最高師範の故郷である沖縄で行われた大会である。世界から8ヶ国が参加し、全ての種目で日本が1位を獲得した。

## 参加国
- オーストラリア
- デンマーク
- フィンランド
- フランス
- 日本
- ポルトガル
- スウェーデン
- アメリカ合衆国

## 競技結果
| 男子     |                 |                         |                               |
| 団体実戦 | 日本 Japan B    | 日本 Japan A            | スウェーデン                  |
| 団体法形 | 日本 Japan A    | 日本 Japan B            | 日本 Japan C                  |
| 個人実戦 | 木間和也 日本   | コソネン · フィンランド | Jamo Nieminen · フィンランド  |
| 個人法形 | 宮下宏紀 日本   | 佐藤新一 日本           | 小松武 日本                   |
| 女子     |                 |                         |                               |
| 団体法形 | 日本 Japan A    | フィンランド            | 日本 Japan C                  |
| 個人実戦 | 星野万里子 日本 | 田畑麻夜 日本           | Katja Pellikka · フィンランド |
| 個人法形 | 田畑麻夜 日本   | 横山典子 日本           | 小西愛 日本                   |
| 男女     |                 |                         |                               |
| 団体展開 | 日本 Japan A    | 日本 Japan B            | フィンランド · Finland A      |